# Куницын, Александр Петрович
Алекса́ндр Петро́вич Куни́цын (16 [27] ноября 1783, Кой, Тверская губерния — 1 [13] июля 1840, Санкт-Петербург) — русский юрист, профессор. Действительный статский советник.

## Биография
Родился 16 (27) ноября 1783 года в семье сельского дьячка. Получил образование в Главном педагогическом институте (1803—1807); затем готовился к профессуре в Гёттингенском и Гейдельбергском университетах (1808—1811). 
В 1811—1820 годах, с момента открытия, преподавал в Царскосельском лицее нравственные, политические и юридические науки. Также преподавал и в Лицейском Благородном пансионе, имея в нём помощником А. Ф. Оболенского. С 1817 года был ординарным профессором в Главном педагогическом институте, читая «естественное право». Этот же предмет читал в Санкт-Петербургском университете с момента его открытия.
Успех, каким он пользовался среди слушателей Царскосельского лицея, засвидетельствован А. С. Пушкиным в «Лицейской годовщине 19 октября 1825 г.»:

Куницыну дань сердца и вина!

Он создал нас, он воспитал наш пламень,

Поставлен им краеугольный камень,

Им чистая лампада возжена…— 

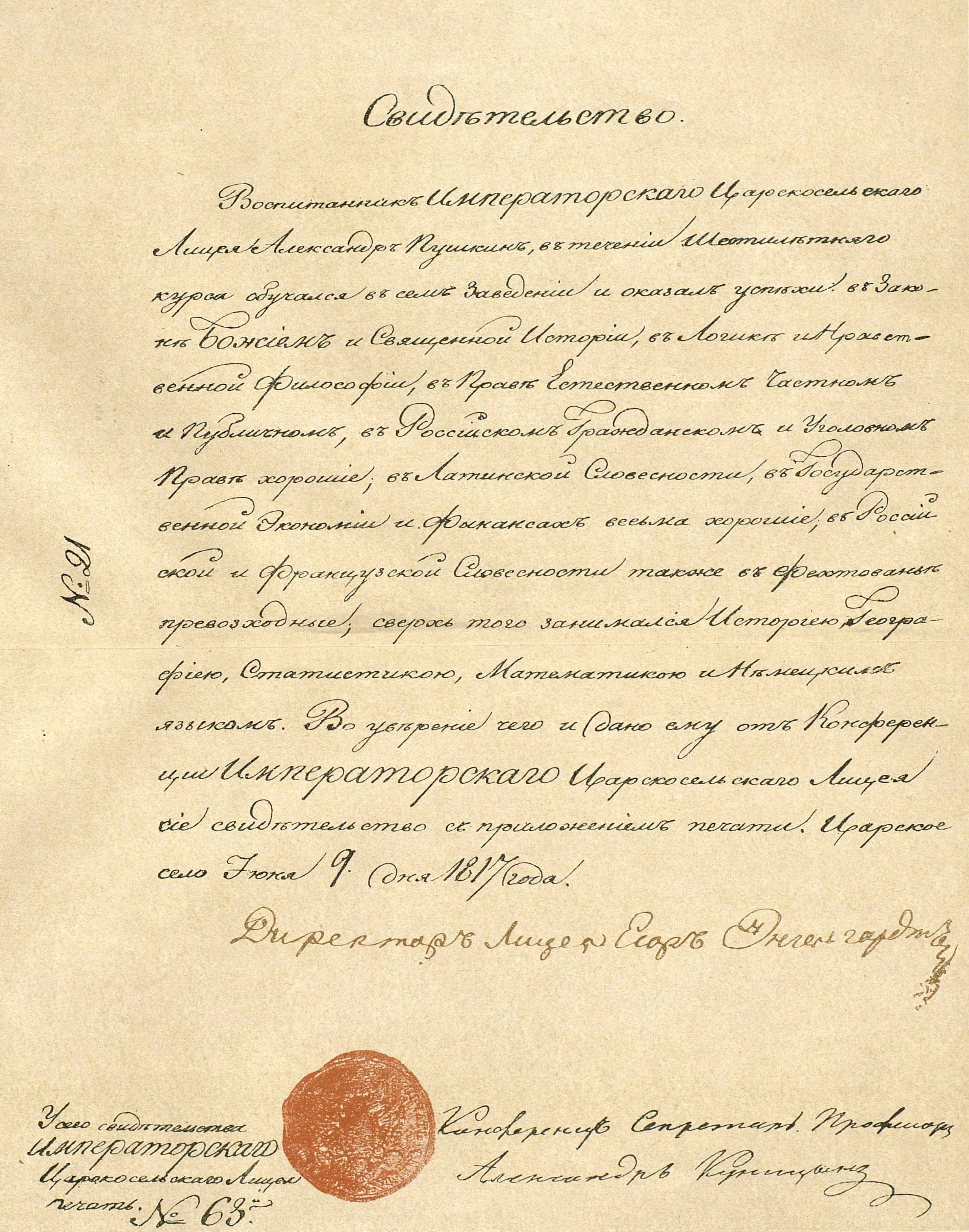
Подписанное Куницыным свидетельство, выданное Пушкину по окончании лицея

Курс наук, читавшийся Куницыным в лицее, обнимал собою всего 12 предметов: логика, психология, этика, естественное право, русское гражданское право, уголовное право, финансовое право и так далее. Все это составляло некое единство, так как профессор Куницын считал, что «наука только тогда имеет совершенный вид, когда все положения оной составляют непрерывную цепь и одно объясняется достаточно другим». Здесь были и азы политической экономии и обзор различных общественных систем, и даже анализ пороков крепостного строя! «Крепостной человек, — отмечал в одной из лекций Куницын, — не имеет никакой собственности, ибо сам содержит, одежда которую он носит, хлеб, которым он питается».
23 октября 1811 года был пожалован кавалером ордена святого равно-апостольного князя Владимира IV степени.
Автор книги «Право естественное» (ч. I, II, Санкт-Петербург, 1818—1820). Труд Куницына был составлен под сильным влиянием Руссо и Канта. В нём проводилась мысль о необходимости ограничения всякой власти, как общественной, так и родительской; иначе власть превращается в тиранию и несправедливость. Власть учреждается не в пользу властителей, а в пользу подданных и подчинённых; почему только власть, проявляемая в целях охраны прав и интересов населения, общества и детей, может быть признана властью законною и справедливою. Книга Куницына, напечатанная в количестве 1000 экземпляров, была отобрана у автора и из всех заведений министерства народного просвещения, и даже самое естественное право, как наука, сделалось предметом усиленных преследований вплоть до издания университетского устава 1835 года.
В 1820 году был приглашён также преподавать в Пажеском корпусе.
Уволен из университета после его разгрома Руничем в 1821 году. В 1828—1829 годах Куницын, перешедший на службу в комиссию для составления законов (2-е Отделение Собственной Его Императорского Величества Канцелярии), читал лекции прав избранникам духовных академий, готовящимся к званию профессоров законоведения. С 1838 года — почётный член Петербургского университета. В 1840 году был назначен директором Департамента духовных дел.
Другие его труды: «Изображение взаимной связи государственных сведений» (Санкт-Петербург, 1817) и «Историческое изображение древнего судопроизводства в России» (разрешено цензурой в 1825 г., но издано только после смерти Куницына, в 1843 г.). Последнее произведение представляет собой лишь часть задуманного обширного труда, который должен был быть посвящён истории всего российского древнейшего права — от возникновения России до XVI века, и обнаруживает в авторе замечательные для того времени историко-юридические сведения и воззрения.

## Сочинения
- Право естественное. — СПб., 1818. — 135 с.

## Интересные факты
- А. П. Куницын — одно из действующих лиц в романе Юрия Тынянова «Пушкин» (1936).
- В  мемуарах Пущина описан эпизод, в котором Куницын, открывая Царскосельский лицей, во вступительной речи в присутствии Александра I ни разу не упомянул имя императора. Александр I был так удивлен отсутствием лести у Куницына, что на следующий день прислал ему орден Св. Владимира.